# Joe Fogler
Joe Fogler (New York, 17 maart 1884 – aldaar, 5 oktober 1930) was een Amerikaans wielrenner, die professional was tussen 1904 en 1914.
Joe Fogler was een van de bekendste zesdaagserijders van voor de Eerste Wereldoorlog. Hij stierf op 46-jarige leeftijd als gevolg van een jachtongeval.

## Belangrijkste overwinningen
1905Zesdaagse van New York + Eddy Root
1906Zesdaagse van New York + Eddy Root
1909Zesdaagse van Atlanta + Eddy Root
1911Zesdaagse van New York; + Jackie Clark
1912Zesdaagse van New York; + Walter Rütt
Zesdaagse van Boston + Jim Moran
1913Zesdaagse van New York; + Alfred Goullet
Zesdaagse van Parijs + Alfred Goullet
Zesdaagse van Boston + Iver Lawson
- Bibliothèque nationale de France: cb14976428n (data)
- International Standard Name Identifier: 0000 0004 5093 8742
- Virtual International Authority File: 316737127